# Loxopterygium huasango
Loxopterygium huasango är en sumakväxtart som beskrevs av Richard Spruce och Adolf Engler. Loxopterygium huasango ingår i släktet Loxopterygium och familjen sumakväxter. Inga underarter finns listade i Catalogue of Life.